# Gunnar Beck
Gunnar Beck (Düsseldorf, 1º maggio 1965) è un avvocato e politico tedesco, membro del partito Alternativa per la Germania (AfD) e vicepresidente del gruppo parlamentare europeo Identità e Democrazia insieme a Jordan Bardella.